# 隋击流求之战
隋击流求之战，是隋朝攻击流求國的战争。

## 背景
流求最早是隋書上记载的国家，之后的中国史书上也有记载。隋大业三年（607年），隋炀帝令羽骑尉朱寬入海求访异俗，朱宽到流求国，语言不通，掠一人而返。次年，隋炀帝令朱宽到流求國与之建立宗藩关系，遭拒绝，朱宽取其布甲而还。當時倭國使者來朝，看了後說：“這是夷邪久國人所用的东西。”

## 过程
610年隋炀帝派武贲郎将陈棱、朝请大夫张镇州（有的写成“张镇周”）率东阳兵一万多人从义安（今廣東潮州）出海袭击流求國。从高华屿东行二日至郤鼊屿，又坐船一日到流求，从出海到抵达共计月余。流求人开始时以为来的是商船，于是到军中贸易。陈棱部队趁机登陆，其手下有不少东南亚兵，其中有昆仑奴做翻译，宣扬建立宗番关系，流求拒绝，陈棱令张镇州为先锋，武力攻击，流求国王欢斯渴剌兜派兵抵抗，被张镇州部击败。陈棱率部队抵达低没檀洞，流求小王欢斯老模率兵抵抗，被击败，欢斯老模被隋军斩首。那天天气雾雨，将士皆惧，陈棱斩白马以祭海神，既而开霁。隋军兵分五路，进至流求首都，流求国王欢斯渴剌兜率数千人抵抗，陈棱令张镇州为先锋，将其击败。陈棱乘胜逐北，至其栅，欢斯渴剌兜背靠栅而排兵。陈棱派隋军精锐出击，战斗从辰时至未时，苦斗不息。流求军疲惫，欢斯渴剌兜撤军入栅。陈棱命令填其沟堑，攻破其栅，斩欢斯渴剌兜，活捉其子岛槌，焚其宫室，虏其男女数千人，满载战利品而还。
隋炀帝大悦，加封陈棱右光禄大夫，武贲如故，张镇周金紫光禄大夫。